# Jack Steinberger
Jack Steinberger   (Bad Kissingen, 25 de maig de 1921 - Ginebra, 12 de desembre de 2020) fou un químic, físic i professor universitari estatunidenc, d'origen alemany, guardonat amb el Premi Nobel de Física l'any 1988 pels seus treballs sobre el neutrí.

## Biografia
Va néixer el 25 de maig de 1921 a la ciutat de Bad Kissingen, situada a l'estat alemany de Baviera. L'any 1934 davant l'auge del nazisme va exiliar-se als Estats Units on estudià química a la Universitat de Chicago. Durant la Segona Guerra Mundial va treballar al Laboratori de Radiació de l'Institut de Tecnologia de Massachusetts, moment en el qual decidí estudiar física a la Universitat de Chicago.

## Recerca científica
Al costat dels físics nord-americans Leon Max Lederman i Melvin Schwartz va desenvolupar, a principis de la dècada del 1960 un mètode de detecció dels neutrins que va permetre demostrar la doble estructura dels leptons. Aquest descobriment va permetre als teòrics elaborar un esquema, conegut com a model estàndard, per la classificicació de totes les partícules elementals.
El 1968 decidí participar en el projecte europeu del CERN, continuant els seus estudis sobre els leptons, abandonant el seu càrrec el 1986 moment en el qual decidí dedicar-se a la docència universitària a l'Escola Normal Superior de Pisa.
El 1988 fou guardonat amb el Premi Nobel de Física, juntament amb els seus dos col·legues, pels seus treballs al voltant del neutrí. Steinberg donà la totalitat del seu premi a la New Trier High School, escola en la qual estudià a la població de Winnetka, situada a l'estat nord-americà d'Illinois.